# 슬픔의 삼각형
《슬픔의 삼각형》(영어: Triangle of Sadness)은 2022년 개봉한 풍자, 블랙 코미디 영화이다. 루벤 외스틀룬드가 감독과 각본을 맡았다. 2022년 칸 영화제 황금종려상 수상작이다.

## 줄거리
'슬픔의 삼각형'은 유명 모델 커플 카를과 야야가 호화로운 요트 크루즈에 초대되는 이야기이다. 그들은 돈 많은 승객들과 함께 사치스러운 시간을 보내지만, 크루들의 노고와 열악한 조건이 드러나며 현실적인 문제점들을 만나게 된다.
폭풍우가 찾아오면서 요트는 파괴되고 생존자들은 섬에 좌초된다. 여기서 카를과 야야는 사회적 지위와 권력의 관계가 뒤바뀌며 새로운 질서를 경험하게 된다. 섬에서 애비게일이라는 청소부가 주도권을 잡으며 생존을 위한 리더십을 보여주고, 카를과 야야의 관계는 심각한 위기를 맞게 된다.
점점 더 불안정해지는 상황 속에서, 숨겨진 비밀이 드러나고 생존자들은 진정한 본성에 대해 성찰하게 되면서 살아남기 위한 잔혹하고 유머러스한 전투를 펼친다.

## 출연진

### 주연
- 해리스 디킨슨 - 칼 역
- 샬비 딘 - 야야 역
- 우디 해럴슨 - 토머스 스미스 대위 역
- 즐라트코 부리치 - 디미트리 역
- 돌리 드 레온 - 애비게일 역
- 비키 베를린 - 폴라 역

### 조연
- 한나 올덴부리 : 요트 스튜어드 역
- 카롤리나 지닝 : 루드밀라 역
- 린다 앤보그 : 요트 승객 역
- 올리버 포드 데이비스 : 윈스턴 역
- 이리스 베르벤 : 테레세 역
- 수니 멜레스 : 베라 역
- 헨리크 도르신
- 아만다 워커 : 클레멘타인 역
- 랄프 시차 : 울리 역
- 아빈 캐너니언 : 다리우스 역